# L change the WorLd (romanzo)
L change the WorLd è una light novel concepita come uno spin-off del manga Death Note e pubblicata in Giappone dalla casa editrice Shūeisha il 25 dicembre 2007. È un adattamento del terzo lungometraggio dedicato alla serie, nonostante le numerose differenze tra film e romanzo. I tre Live action hanno nella trama molti punti in comune con l'opera originale; si discostano dal manga in quanto il finale originale è di fatto ignorato. Benché appaiano tutti gli elementi della storia originale, come ad esempio il dio della morte Ryuk e il Death Note, essi hanno solo un ruolo secondario.
L'opera è stata pubblicata anche in Nord America, in una versione in inglese pubblicata da Viz Media il 20 ottobre 2009. Un'edizione in italiano è stata pubblicata da Panini Comics nel 2009 e ristampata il 17 marzo 2011.

## Trama
Un'organizzazione terroristica vuole purificare il mondo dai malvagi, tramite l'uso di un virus, di cui solo le persone ritenute degne riceveranno l'antidoto e sopravviveranno al contagio. Nei suoi 23 giorni di vita rimasti, Elle indagherà sul caso, che risulterà essere l'ultimo della sua carriera.

## Personaggi
- Elle, il più grande detective del mondo, colui che ha sconfitto Kira.
- Light Yagami, deceduto prima della storia raccontata nel libro, viene solo nominato.
- Near, solo nominato nel romanzo, aiuta L nelle indagini ricercando delle prove, diventerà il successore dello stesso detective.
- Kimihiko Nikaido, immunovirologo di fama internazionale, stava segretamente cercando una cura per un nuovo virus della febbre emorragica. Tradito dalla sua assistente, viene ucciso dai terroristi che gli rubano il virus, ma riesce a distruggere l'antivirale impedendo che essi provochino l'epidemia in quanto privi della cura.
- Maki Nikaido, figlia del Professor Nikaido, riesce a fuggire dai terroristi e trova rifugio da Elle, cui insegnerà come rapportarsi con le persone.
- Kimiko Kujo, membro dell'organizzazione terroristica e infiltrata come assistente del Professor Nikaido, trama per purificare il mondo all'oscuro anche della sua organizzazione. A sorpresa, si rivelerà esser stata la "lettera K" della Wammy's House. Dispiaciuta per aver coinvolto Maki, verrà redenta proprio da Maki ed Elle.
- Hideaki Sugita, agente dell'FBI inviato nel covo di Elle per impossessarsi del Quaderno della Morte, dopo esser stato salvato dal detective si schiera dalla sua parte.
- Daisuke Matoba, capo dell'organizzazione terroristica Blue Ship, nonostante abbia fomentato i propri uomini per purificare il mondo, è interessato solo ad arricchirsi vendendo il virus.
- Tota Matsuda, membro della polizia giapponese, interviene su richiesta di Elle nella missione per salvare Maki rapita dai Blue Ship.

## Edizioni
- M, L change the WorLd, traduzione di Enrico Masi, Panini Comics, 2009,  p. 191, ISBN 978-88-6589-158-2.